# Quebrada de Humahuaca
Quebrada de Humahuaca se nahaja na severozahodu Argentine, v provinci Jujuy. To je soteska v Andih, dolga 155 kilometrov, obkrožena z visokimi gorskimi verigami, ki jo je mukotrpno izkopal Rio Grande, in se nahaja na več kot 2000 metrih nad morjem.
Skozi sotesko teče Rio Grande, pritok reke Paragvaj. Spada v podregijo Cordillera Oriental (Vzhodna kordiljera), omejena pa je z dvema verigama: zahodno in vzhodno.
Predstavlja izrazit potek sever-jug, višina pa narašča proti severu. Zaradi tega se šteje za naravno dostopno pot do Altiplana, funkcije, ki je bila uporabljena že v predkolumbovih časih.

## Geografija
Soteska (špansko quebrada) je suho območje slikovite lepote in bogato s kulturno dediščino, kar je razvidno iz krajev, ki si sledijo od juga proti severu: Bárcena, Volcán, Purmamarca - kjer so Cerro de los Siete Colores, Maimará, Tilcara - kjer izstopa trdnjava Pucará de Tilcara - Perchel, Huacalera, Uquía, Humahuaca in Tres Cruces.
Zaradi podnebnih razmer je zima, hladna in suha, idealna sezona za obisk. Višina doline se giblje med 1600 in 4500 metri nadmorske višine. Podnebje je suho in vetrovno, poleti popoldne bolj dežuje in ima zelo izrazito temperaturno območje z nočnimi zmrzali in dnevi z žgočim soncem in temperaturami, ki lahko presežejo 30 ° C.
Na jugozahodu in na jugu se Quebrada de Humahuaca spušča po nadmorski višini in je povezana po vmesnih dolinah, kot je Lerma, s Quebrado del Toro, ki se spušča z zahoda (to je z Altiplana) in s prav tako znano Valles Calchaquíes.

## Toponimi
Najbolj sprejeta različica imena Humahuaca se nanaša na samoimenovanje etnične skupine Omaguaca, ki je naselila regijo. Samoimenovanje te etnične skupine je še vedno težko preveriti, čeprav je tradicionalno povezano s skupino Arawak; to bi bila možna fonemska mutacija arawaka, saj je bila etnična skupina Omaguaca v resnici produkt mešanice, ki je vključevala Chané - najjužnejšo vejo Arawakov - z Atakamenci, Chichas in Paziocas (ali 'Calchaquies').
Druga različica pripisuje ime kečuanščini v obliki: uma waka, kar pomeni 'glava' (uma) in waka – 'zaklad'. Vendar je opaziti, da je poimenovanje huaca (iz waka, 'sveto mesto') za zaklad v regiji posthispansko.
Obstaja tudi drug pomen Humahuace: 'glava' (huma) in 'jok' (waqay); zato bi prevod označeval 'glava, ki joče'. Nekateri zgodovinarji trdijo, da se ime nanaša na kraj pokopa glav ali grob uglednih glav.

## Zgodovina in kultura
Ljudje Quebradeño povezujejo zgodovino in tradicijo korenin prednikov. Je edinstvena kulturna krajina na svetu, saj indijanska ljudstva na tem območju ohranjajo verska prepričanja, obrede, festivale, umetnost, glasbo in kmetijske tehnike, ki so živa dediščina, kar je pomemben razlog, da ga je Unesco razglasil za kulturno dediščino človeštva leta 2003. Njeni sedanji prebivalci so večinoma pripadniki narodnosti Coya. Soteska je bila prizorišče različnih kultur prednikov, starih 10.000 let, vključno z omaguacas, ki so mestu dali ime. Humahuaca se običajno prevede kot 'Sveta reka', starodavni simbol tega, kar se spremeni le, da ostane enako. Obstajajo tudi kraji, kot je kraj Inca Cueva (razmeroma moderno ime), kjer so našli petroglife itd., katerih starost je ocenjena na 10 tisočletij.
V Quebradi de Humahuaca še vedno obstajajo potomci staroselcev Kečujev, samozvani prvotni narodi, ki živijo skupaj z naravo, Pachamamo (materjo zemljo), bogom sonca, bogom groma, strele in vsemi bitji živega, ki ga spoštujejo.
Med znamenitostmi je monolit, ki označuje prehod Kozorogovega povratnika in Pucará de Tilcara, utrdbe, ki so jo zgradili primitivni naseljenci, postavljeni na vrhu gora.
Soteska Humahuaca je služila kot pot do Inkov, bila je obvezen prehod za ekspedicije in kolonizatorje in pomembna komercialna pot v obdobju podkraljestva. Naselja iz kolonialne dobe so dobila velik pomen, saj so se razvila skupaj z naselbinami prednikov kraja, poleg kulturne izmenjave s sosednjimi ozemlji v Južni Ameriki, ki se je začela pred 10.000 leti in traja še danes. Njen resnični pomen je v tem, da je potok deloval kot stalno sredstvo za interakcijo, ki povezuje oddaljena in različna ozemlja in kulture, od Atlantika do Tihega oceana in od Andov do južnih ravnic. To je bilo tudi prizorišče številnih bojev, ki so se vodili med osamosvojitveno vojno in med vojno pred invazijo na perujsko-bolivijsko konfederacijo.
Trenutno mnogi od teh vidikov ostanejo neopaženi, zgoraj omenjena prvotna ljudstva so v nenehnem konfliktu  z deželno vlado, ki zahteva zemljo, ki je nekoč pripadala njihovim prednikom.
Dve mesti v Quebradi de Humahuaca, Purmamarca in San Francisco de Alfarcito, sta bili vključeni v Program avtentičnih mest (Programa de Pueblos Auténticos), ki so ga izvajala nacionalna ministrstva za kulturo in turizem. s ciljem vrednotenja identitete narodov z edinstvenimi značilnostmi po vsej državi, spodbujanja prilaščanja lokalne skupnosti in prevrednotenja naravne in kulturne dediščine.
Pueblos Auténticos so opredeljena kot populacije, za katere je značilno, da ohranjajo svojo identiteto in samosvojnost, ki se odražajo v različnih vidikih, povezanih z njihovo naravno in / ali kulturno dediščino, njihovo arhitekturo, tradicijo, gastronomijo, krajino, zgodovino, religijo, obrtjo in poreklom prebivalcev.
San Francisco de Alfarcito, južno od Cochinoce, ob provincialni cesti 11, zelo blizu lagune Guayatayoc in Salinas Grandes.
Njegove glavne gospodarske dejavnosti so reja lam in ovc; kmetijstvo, izstopa pa po veliki proizvodnji obrti s tradicionalnimi materiali iz regije.
Prehispanskih korenin ima malo prebivalcev, vendar se nenehno giblje: nič takega, kot da bi se nekaj dni naselil in živel vsakdanji ritem.
Na več kot 3500 metrih nadmorske višine višina narekuje čas hoje in vrste posevkov, ki jih je mogoče narediti, med katerimi izstopajo papines andinos (andski krompir).
Drugi cilj je eden najbolj znanih. Gre za Purmamarco, ki je bila nameščena v mednarodnih načrtih po zaslugi Cerro de los Siete Colores, nespornega protagonista razglednic, ki od Jujuya odhajajo v svet. To mesto je obvezen postanek za tiste, ki želijo v celoti izkusiti severne karnevale in od tam vstopiti v Quebrada de Humahuaca in Puna jujeña.
S kolonialno arhitekturo in gastronomijo, ki je bogata s kolektivno pripravljenimi jedmi (kot so humitas in tamales), ima to mesto umazane ulice in številne hiše še vedno kažejo svoje lesene stene. Na glavnem trgu je vsak dan sejem obrti, ki ga obiščejo turisti nekaj minut pred 12. uro, ko se slišijo zvončki cerkve Santa Rosa de Lima, in jih privlačijo leseni okvirji in starinski dizajn.

## Hidrografija
Reka Omaguaca, ki se kasneje preimenuje v Rio Grande, je najpomembnejša, ima več pritokov, kot so Arroyos Chorrillos, Ovaras, Coraya, Churcal, Pinchayoc, Uquia, Capla in Volcán. Pritoki so tudi reka Yacoraite, reka La Cueva, reka Rodero, reka Coctaca in reka Calete. Rio Grande združuje vode z reko Perico; nato se združi z reko Lavayén; od tam se imenuje Río San Francsisco; nato izlije svoje vode v reko Bermejo, ki se izliva v reko Parana, ta se spusti v Rio de la Plata in tako naprej, dokler ne pride do Atlantskega oceana.

## Rastlinstvo
V stepah Quebrada de Humahuaca bomo našli grmičevje, matoral, majhna travišča in nekaj gozdov churqui (Vachellia caven) in queñoa (Polylepis besseri), močvirja in obvodna okolja. Obstaja tudi veliko različnih rastlin značilnih za to regijo in druge, ki so zelo dobro prilagojene. Med prvimi so cardón (Echinopsis terscheckii - tipičen kaktus, katerega les se uporablja za notranjost domov in obrti, danes je to zaščitena vrsta), drevesa, kot so molle (Schinus), chañar (Geoffroea decorticans), rožičevec (Ceratonia siliqua), med drugimi so topoli in vrba žalujka (Salix babylonica). 10 Obstaja tudi veliko grmovja, kot so chilca (Baccharis salicifolia), muña (Minthostachys mollis), añagua (Adesmia spinosissima) in Pampaška trava.

## Živalstvo
Obstaja veliko divjih živali, ki so običajno na višjih območjih in v njih manj živi človek.
Vikunja, najmanjša kamela (zaščitena vrsta), lama (trenutno udomačena in zagotavlja volno, meso, mleko in kot tovorna žival), činčila in tri vrste plamencev (Phoenicopteridae’’), ki so pogosti v Laguni de los Pozuelos in drugih lagunah pune, taruka (Hippocamelus antisensis - jeleni razglašeni za naravni spomenik). Med roparicami so andski kondor, sove, skobec, karakara, itd. Tudi ptice, kot so kos, oponašalka (Mimus saturninus’’), tangara, Leistes superciliaris’’, različni kolibriji, drozgi, Pitangus sulphuratus, vrabci, golobi, papige in vodne ptice, kot so race, južna priba (Vanellus chilensis), galebi, čaplje, andske gosi (Choephaga melanoptera), itd.. Upoštevati je treba, da je lov na vikunje prepovedan z zakonom št. 3014/78 in njegovo uredbo 5096.

## Kmetijstvo
V Quebradi de Humahuaca se poleti goji sadje in zelenjava, ki oskrbuje trg, kot so grah, blitva, čebula, koruza, fižol, krompir, solata, buče, zeleni fižol. Sadje; jabolka, breskve, hruške, jagode, marelice, grozdje, kutine itd. Dobi se tudi gomoljna plezalka ulluco, gre za zeleni, rdeči ali rumeni gomolj, imenovan tudi andski krompir (Ullucus tuberosus), koruza različnih barv, kvinoja za moko itd.